# Atarba (Atarba) punctiscuta
Atarba (Atarba) punctiscuta is een tweevleugelige uit de familie steltmuggen (Limoniidae). De soort komt voor in het Neotropisch gebied.